# Miehikkälä

Huy hiệu củaMiehikkälä

Miehikkälä là một đô thị của Phần Lan.
Đô thị này nằm ở tỉnh Nam Hà Lan trong vùng Kymenlaakso. Đô thị này có dân số 2.502 (2003) và diện tích 440,38 km² trong đó có 17,85 km² là diện tích mặt nước. Mật độ dân số là 5,7 người trên mỗi km².
Dân đô thị này chỉ sử dụng tiếng Phần Lan